# Phyllachora fici-pumilae
Phyllachora fici-pumilae är en svampart som beskrevs av Sawada 1959. Phyllachora fici-pumilae ingår i släktet Phyllachora och familjen Phyllachoraceae.   Inga underarter finns listade i Catalogue of Life.